# 高橋優斗
高橋優斗（日语：／ Takahashi Yuto，1999年11月15日—），日本偶像、演員，曾是傑尼斯事務所旗下「小傑尼斯」團體「HiHi Jets」成員，出生於神奈川縣橫濱市。
2015年5月2日經由試鏡入所，2018年4月以來經常與岩崎大昇擔任NHK音樂節目《The少年俱樂部》的共同主持人。2019年7月13日，在傑尼斯事務所創辦人強尼·喜多川的喪禮上，他以19歲之齡與東山紀之、堂本光一等傳奇前輩一同上台致感謝詞，有「強尼先生最後的推薦」之稱。
2024年9月19日，宣布於10月1日起離開團體以及經紀公司。現在是橫濱Vanilla株式會社社長。

## 演出作品

### 電視劇
- 24小時電視特備劇「失明的淑則老師～失去光明心可見～」（2016年8月27日、日本電視台） - 飾 井川勇樹
- 惡毒女兒，聖潔母親 第3話（2019年7月20日、 WOWOW） - 飾 黑田正幸[5][6]
- 戀愛病與男子班（2019年7月20日 - 9月21日、BS日本） - 主演・一条大地[7][8]
  - 戀愛病與男子班 Season2（2022年1月25日 - 3月28日、日本電視台） - 主演・一条大地[9]
- 看到他們就會明白（2020年1月11日 - 2月29日、WOWOW） - 飾 内田柊司[10]
- SUITS 第二季 第5話（2020年8月10日、富士電視台） - 飾 高山雄哉[11]
- #遙距戀愛 〜普通的戀愛是邪道〜（2020年10月14日 - 12月23日、日本電視台） - 飾 八木原大輝[12][13]
- DIVE!!跳水男孩 （2021年4月15日〈14日深夜〉 - 7月1日〈6月30日深夜〉、東京電視台） - 主演・沖津飛沫（與 井上瑞稀、作間龍斗共同主演）[14]
- 她很漂亮（2021年7月6日 - 9月14日、關西電視台・富士電視台） - 飾 里中純一[15]
- 全力！清潔工（2022年4月18日 - 6月20日、ABC電視台） - 主演・豪德寺優（HiHi Jets 5位成員共同主演）[16]
- 純愛不協和音（2022年7月14日 - 9月22日、富士電視台） - 飾 朝比慎太郎[17]
- 再見的彼端 第4話（2022年10月13日、日本電視台） - 飾 伊勢谷幸太郎[18]
- 鴉色刑事組 特別篇（2023年1月14日、富士電視台） - 飾 諏訪遙人[19]
- 勝利的法廷式（2023年4月13日 - 6月15日、讀賣電視台・日本電視台） - 飾 流川蒼[20]
- 距离你的死期还有100天（2023年10月24日〈23日深夜〉 - 12月26日〈25日深夜〉、日本電視台） - 主演・津田林太郎

### 網路電視劇
- 純愛不協和音 轉調〜空白的5年間〜（2022年8月18日 - 、TVer） - 飾 朝比慎太郎

### 動畫配音
- 蠟筆小新「『裸の少年』がきたゾ」（2019年8月2日、朝日電視台） - 飾 高橋優斗（本人）[21]
- 非人哉 -神様的日常-（2023年7月5日 - 9月27日、東京電視台） - 飾 哮天[22]

### 電視節目
- Jr.選抜! 標への道（2018年7月2日・9日・11日・16日、日本電視台）[23]
  - 「いて座のA型BOY」 - 飾 血型之神
  - 「警備員」 - 飾 高橋

### 綜藝節目
- R的法則（2016年 - 2018年、NHK教育頻道）[24]
- 痛快TV 爽快JAPAN（富士電視台）
  - 第162回「機転を利かせてお助けスカッと」（2019年4月15日）[25]
  - 第215回「地味な私の人生を変えた奇跡」（2020年9月7日）[26] - 飾 涼太[27]
  - 第258回《USJ 神対応4連発》「荷物検査を嫌がる女の子に…」（2021年12月20日）[28][29]

### 廣播
- らじらー!サタデー（2016年4月2日 - 2019年3月30日 、NHK廣播第1頻率）[30]

### 廣告
- 31冰淇淋（2020年4月 - ）[31]

## 外部連結
- 高橋優斗的X（前Twitter）
- 高橋優斗的Instagram帳戶
- Johnny's net > 小傑尼斯 （页面存档备份，存于） - 傑尼斯事務所小傑尼斯官方網站
- 髙橋優斗 官方介紹 （页面存档备份，存于） - ISLAND TV